# Cité du train
Cité du train, w Miluzie, jest największym muzeum kolei w Europie.
Jest następcą musée français du chemin de fer (muzeum narodowe kolei francuskich), organizacji odpowiedzialnej za konserwację głównego historycznego sprzętu kolejowego SNCF.
Muzeum zostało otwarte w 1971 roku. 